# LaPalma
El superordenador LaPalma es uno de los doce nodos de la Red Española de Supercomputación (RES), y forma parte de un sistema de superordenadores distribuidos por el territorio nacional, conectados con redes de alta velocidad y destinados a ofrecer una mayor capacidad de cálculo a la comunidad científica española.
El nodo LaPalma está ubicado en el Centro de Astrofísica en La Palma (CALP), en Breña Baja.
Su instalación en La Palma es una apuesta estratégica para apoyar la actividad observacional en el Observatorio del Roque de Los Muchachos -sobre todo tras la incorporación del Gran Telescopio Canarias (GTC)- y fortalecer además el desarrollo de las telecomunicaciones en la isla.
Esta red está financiada por el Ministerio de Ciencia, Innovación y Universidades y se coordina desde el Centro Nacional de Supercomputación (BSC-CNS), donde se encuentra instalado el MareNostrum, uno de los ordenadores más potentes de Europa. De hecho, el nodo LaPalma es parte de los antiguos equipos de MareNostrum. 
Los otros nodos de esta red están situados en el BSC-CNS, en la Fundación Pública Galega Centro Tecnológico de Supercomputación de Galicia, en el Centro de Supercomputación de Castilla y León, en el Consorci de Serveis Universitari de Catalunya, en Cénits-COMPUTAEX, en Navarra de Servicios y Tecnologías S.A, en Port d'Informació Científica, en el Centro de Investigaciones Energéticas, Medioambientales y Tecnológicas, en el Instituto de Biocomputación y Física de Sistemas Complejos de la Universidad de Zaragoza, y en las Universidades de Cantabria, Málaga, Valencia  y Autónoma de Madrid. Cada uno de estos superordenadores puede intercambiar grandes cantidades de información, distribuir tareas y optimizar recursos a gran velocidad.

## Ficha técnica
LaPalma tiene las siguientes características:
- Está formado por 252 servidores de cálculo
- Cada servidor posee 2 procesadores de 8 cores Intel Xeon SandyBridge a 2.6 Ghz
- En total hay disponibles 4032 cores
- El rendimiento máximo es de 83,85 TFlops
- La cantidad de memoria principal total es de 8 TB
- Un sistema de ficheros paralelo de 1,1 PB de capacidad para almacenar los datos científicos

Además, el superordenador está conectado a la sede del IAC en Tenerife por cable submarino con un ancho de banda de 10 Gigabit/s (Gbps), de los que tiene garantizados al menos 1 Gbps. Con LaPalma, las comunicaciones se agilizan y se compensa el denso tráfico de información existente entre Canarias y la Península.
El consumo de energía de LaPalma es reducido: apenas requiere 84 kW de potencia.
La sala que acoge al supercomputador dispone de un suelo técnico capaz de resistir un peso de 2000 kg por metro cuadrado. Cuenta, además, con sistemas alternativos para garantizar el suministro eléctrico y de frío, así como con funciones avanzadas de climatización, seguridad, monitorización y protección contra incendios. LaPalma se mantiene en la sala a una temperatura de 24 grados centígrados.

## Historia
En el año 2006 se realiza una ampliación del superordenador MareNostrum que dobla su capacidad reemplazando los nodos de los que dispone. Los nodos reemplazados son utilizados para crear varios nodos de supercomputación que forman la Red Española de Supercomputación. Uno de estos nodos se crea en el Instituto de Astrofísica de Canarias y da lugar al superordenador LaPalma.

## Solicitudes de uso
El tiempo de computación del nodo se administra de la siguiente forma:
- Un 50% es asignado por el IAC a su propia institución o a aquellas con las que se establezca un acuerdo.
- Un 50% es asignado por el Comité de Acceso de la RES. Más información: https://www.res.es/es/acceso-a-la-res.

El nodo LaPalma procesa, entre otros, proyectos típicos de la Astrofísica computacional, como el magnetismo en las atmósferas estelares o la formación de galaxias. Una de las líneas de investigación del Instituto de Astrofísica de Canarias (IAC), por ejemplo, estudia las transformaciones galácticas y trata de compararlas con el Universo de hace nueve mil millones de años.

## Resultados científicos
Sus experimentos numéricos desvelan el comportamiento de gigantescas erupciones de masa solar, conocidas como chorros de rayos X, que son expulsadas a cientos de kilómetros por segundo hacia el espacio interplanetario.

## Financiación
El nodo está cofinanciado por FONDOS FEDER en el marco del Plan Estratégico de la RES, mediante la operación MNLP-RES (Ref: ICTS-2017-02-IAC-12)

## Configuración
El sistema está compuesto de los nodos JS20 de IBM utilizados en el MareNostrum original alcanzado una potencia de 4,5 Tflops que lo sitúa en el puesto 412 de 500 en la clasificación, empatado con los otros 5 sitios creados a partir de los nodos del MareNostrum. Estos nodos utilizan un sistema operativo SUSE.